# Уитни (кратер)
Вижте пояснителната страница за други значения на Уитни.
Уитни (на английски: Whitney) е ударен кратер разположен на планетата Венера. Той е с диаметър 42,5 km, и е кръстен на Мари Уитни – американска астрономка.